# اچ‌ام‌اس دی۴
اچ‌ام‌اس دی۴ (به انگلیسی: HMS D4) یک زیردریایی بود که طول آن ۱۶۳٫۰ فوت (۴۹٫۷ متر) بود. این زیردریایی در سال ۱۹۱۱ ساخته شد.